# In My Arms (canción de Kylie Minogue)
"In My Arms" —en español: En mis brazos— es una canción dance-pop de la cantante australiana Kylie Minogue de su décimo álbum de estudio, X (2007). La canción fue escrita por Minogue, Paul Harris, Julian Peake, Richard Stannard, Adán Wiles y producida por Stannard y Calvin Harris. La canción fue lanzada como el segundo sencillo del álbum solo en España en noviembre de 2007 y el segundo en Europa en febrero de 2008. "In My Arms" fue el tercero en el Reino Unido y en Australia del álbum X, lanzado el 5 de marzo de 2008.

## Críticas
"In My Arms" ha recibido críticas generalmente positivas por parte de los críticos de la música. Tom Ewing en una revisión para Pitchfork Media comparó la canción con el estilo del dúo francés de música electrónica Justice y escribió que Minogue "salta alrededor de la melodía con entusiasmo ". En Prefix Magazine, Bruce Scott lo describió como "una gran distorsión" y "heavy synth", y escribió que era «una pista llena de encanto como lo hizo en "Love at First Sight", uno de sus grandes éxitos». En una revisión de All Music Guide, Christopher True no fue impresionado por "In My Arms" y llamó la canción «un dance-pop fría, mal calculada».

## Vídeo musical

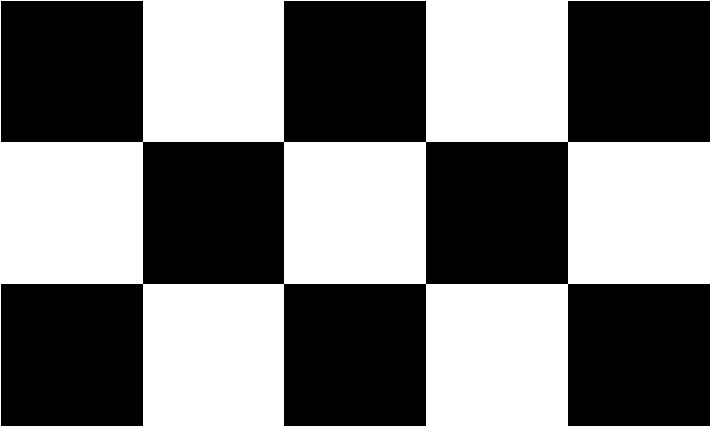
Estilo Sillitoe Tartan que adornaba toda la capucha usada en el videoclip de "In My Arms"

El vídeo musical para "In My Arms" fue dirigido por Melina Matsoukas y filmado en Los Ángeles, California junto al video musical de "Wow". El vídeo destaca varias referencias al estilo de los años 1980 y la música. Hay cinco secuencias principales: en la primera secuencia, Minogue está vestida en un tipo de capucha de carmesí y blanco estilo Sillitoe Tartan, hecho por Gareth Pugh, con gafas futuristas de sol; en la segunda secuencia, Minogue canta con un micrófono rosado, en un cuarto de grabación azul; la tercera secuencia está en compañía de bailarines con trajes de trazos blanco y negro, y con auriculares en el cuello, todos están puestos dentro de círculos huecos de un enorme rectángulo verde lima; en la cuarta secuencia, Minogue usa un vestido amarillo que baila dentro una cubo rosado; y en la escena final ella baila delante de un ventilador gigantesco llevando un vestido diseñado por Dolce & Gabanna. Cuando el vídeo concluye, las cinco escenas son intercortadas y gradualmente se descoloran o desintonizan. El efecto óptico del videoclip es como un televisor mal sintonizado.
El vídeoclip apareció en Internet el 29 de enero de 2008. Luego apareció en las cadenas de televisión en Europa el 31 de enero de 2008.

## Versión español
Como una tentativa de dar impulso a X en el mercado de música latinoamericano, EMI Music preguntó al cantante y compositor mexicano Aleks Syntek para grabar algunas letras en español para la canción a principios de 2008. La canción fue primero publicada por la cuenta en YouTube de Syntek el 24 de abril de 2008, y más tarde se confirmó por EMI y la prensa mexicana que la canción sería lanzada a emisoras de radio mexicanas en abril. 
Más tarde se confirmó que la canción fue incluida en álbum compilatorio de Syntek, Lo Mejor de 1988-2008 para ser lanzada en junio de 2008 en México. Una edición especial  "X" también es planificada, bajo el título de "X" Edición Especial México, que incluía además de la versión Spanglish de In My Arms, 2 remixes y 3 bonus-track.
La canción funcionó correctamente en radios mexicanas logrando entrar en el top 20 de las principales radiodifusoras también de Hispanoamérica.

## Listas
En Europa su éxito se debió a las numerosas peticiones en radio. Como en República Checa donde golpeó el casillero 2, o en Eslovaquia con el puesto 6. En Grecia y Alemania se ubicó en el puesto 8 transformándose en el primer top 10 de Kylie en esos países desde Slow finalizando el 2003. Pero también entró a los diez singles más exitosos de naciones tales como: Francia, Suiza, Bélgica (región de Flandes) y en el Reino Unido, en todos ellos obtuvo el puesto 10. En Rumania la canción alcanzó el primer lugar y finalizó en el 2 de las canciones más exitosas del 2008. Con este tema Kylie Minogue se convierte en la artista con más números 1 en Rumania, título que comparte con Madonna. Además logró liderar la lista de radiodifusión de Francia y el de Letonia. En la lista Europea de Billboard se ubicó en el 15, pero en el 8 del Euro 200.
En Australia significó el más bajo rendimiento de un tema de Minogue en una década (1998 Cowboy Style) al solo situarse en el puesto 35. En Asia la canción no entró en las listas principales.
Pero sí funcionó muy bien en Hispanoamérica, y gran parte de eso fue gracias al dueto virtual entre ella y el cantante mexicano Aleks Syntek. En México subió al 1 del listado internacional y entró al top 10 de ese país. También obtuvo gran aceptación en Venezuela, Colombia y Chile.

## Formatos y listas de canciones

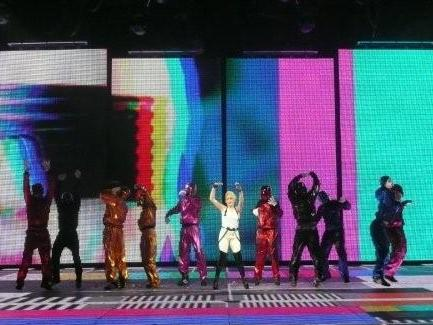
Minogue cantando “In My Arms” en su gira promocional KylieX2008.

Estos son los formatos y listas de canciones de las principales publicaciones del sencillo de "In My Arms".
| Sencillo en CD #1 (5099952116605; 15 de febrero de 2008) 1. "In My Arms" - 3:32 2. "Cherry Bomb" (Minogue, Karen Poole, Christian Karlsson, Pontus Winnberg, Jonas Quant) - 4:17 Sencillo en CD #2 (5099952116506; 15 de febrero de 2008) 1. "In My Arms" - 3:32 2. "Do It Again" (Minogue, Greg Kurstin, Poole) - 3:21 3. "Carried Away" (Minogue, Kurstin, Poole) - 3:14 Disco gráfico 12" (5099951495817; 15 de febrero de 2008) 1. "In My Arms" - 3:32 2. "In My Arms" (Spitzer remix) - 5:05 3. "In My Arms" (Sebastian Leger mix) - 7:05 Sencillo en CD para Reino Unido #1 (CDR6756; 5 de mayo de 2008) 1. "In My Arms" - 3:32 2. "Can't Get You Out of My Head" (Greg Kurstin remix) Sencillo en CD para Reino Unido #2 (CDRS6756; 5 de mayo de 2008) 1. "In My Arms" - 3:32 2. "In My Arms" (Death Metal Disco Scene remix) - 5:42 3. "In My Arms" (Sebastien Leger mix) - 7:05 4. "In My Arms" music video | Colorido disco de vinilo para Reino Unido 7" (R6756; 5 de mayo de 2008) 1. "In My Arms" - 3:32 2. "Can't Get You Out Of My Head" (Greg Kurstin Remix) CD para Australia (5144281962; 26 de abril de 2008) 1. "In My Arms" - 3:32 2. "In My Arms" (Death Metal Disco Scene remix) - 5:42 3. "In My Arms" (Sebastien Leger mix) - 7:05 4. "Can't Get You Out Of My Head" (Greg Kurstin remix) Paquete digital para Reino Unido #1 (5 de mayo de 2008) 1. "In My Arms" - 3:32 2. "In My Arms" (Chris Lake Vocal mix) - 6:35 3. "In My Arms" (Sebastien Leger remix) - 7:05 4. "In My Arms" (Steve Pitron & Max Sanna mix) (Short) - 6:43 5. "In My Arms" (Spitzer remix) (Radio Edit) - 3:29 6. "In My Arms" (Death Metal Disco Scene remix) - 5:41 Paquete digital para Reino Unido #2 (5 de mayo de 2008) 1. "In My Arms" - 3:32 2. "Can't Get You Out Of My Head" (Greg Kurstin remix) Descarga digital para México #3 (14 de julio de 2008) 1. "In My Arms" featuring Aleks Syntek - 3:32 |

## Personal
Las personas que contribuyeron en "In My Arms":
- Kylie Minogue – vocalista
- Richard Stannard, Calvin Harris - producción
- Geoff Pesche - master.